# Bathynomus giganteus
Bathynomus giganteus
 là một loài Malacostraca. Loài này đã được Milne Edwards mô tả khoa học năm 1879. Bathynomus giganteus thuộc chi Bathynomus, họ Cirolanidae.
Loài này sinh sống ở vịnh Mexico.
Bathynomus giganteus có chiều dài trung bình từ 19 – 36 cm. Tuy nhiên, chúng có thể đạt chiều dài tối đa tới 40 cm và cân nặng 1,7 kg.
Bathynomus là sinh vật đáy và có nhiều ở các vùng nước lạnh có độ sâu 310–2140 m ở Tây Đại Tây Dương, bao gồm vịnh Mexico và Caribe. Đây là loài đầu tiên của  Bathynomus  được mô tả và theo lịch sử, nó được báo cáo từ các đại dương khác, nhưng chúng hiện được công nhận là các loài liên quan chặt chẽ khác. Kích thước lớn bất thường của  Bathynomus  được cho là do một hiệu ứng được gọi là hiện tượng khổng lồ biển sâu, nơi các động vật không xương sống sống ở vùng nước sâu lạnh giá có xu hướng phát triển lớn hơn và có tuổi thọ dài hơn.
Đây là một hải sản có giá cao tại thị trường Việt Nam, giá bán cao hơn tôm hùm.